# Манаев, Евгений Иванович
Манаев Евгений Иванович (1916—1991) — доктор технических наук (1952), профессор. Автор трудов в области помехоустойчивости приёма и обработки сигналов и в области радионавигации.
В 1938 году окончил с отличием электрофизический факультет Ленинградского государственного электротехнического института им. В.И. Ульянова (Ленина). Д.т.н. (1952), профессор (1954). 
Заведующий кафедрой радиотехнических сетей ЛЭТИ в 1947-52 годах. Защитил докторскую в июне 1952 года. Проректор по учебной и научной части МФТИ с декабря 1952 года, руководитель кафедры радиотехники МФТИ с момента основания и до конца 1989 года.